# Nowa Wieś (powiat wschowski)
Nowa Wieś – wieś w Polsce położona w województwie lubuskim, w powiecie wschowskim, w gminie Wschowa. Wieś jest siedzibą sołectwa, w skład którego wchodzi także wieś Buczyna.

## Historia
Wieś pierwotnie związana była z Wielkopolską. Ma metrykę średniowieczną i istnieje co najmniej od XV wieku. Wymieniona po raz pierwszy w dokumencie zapisanym po łacinie z 1473 jako Nowawiesz, 1520 Nowavyesz, 1566 Villa Nowa, 1944 Neugut.
Na przełomie XV-XVI wieku miejscowość była wsią szlachecką i należała do wielkopolskiej szlachty Górskich i Opalińskich. W 1520 leżała w powiecie wschowskim Korony Królestwa Polskiego. W 1473 król Polski Kazimierz Jaiellonczyk zaświadczył, że Henryk z Osowej Sieni dał kasztelanowi lądzkiemu Wojciechowi Górskiemu dobra, które jego żona Katarzyna z Jarocina uzyskała w drodze zamiany za Lgiń, Hetmanice i Nową Wieś. W 1520 Piotr Opaliński dał swoim braciom Łukaszowi, Sebastianowi, Janowi oraz Maciejowi z Włoszakowic w działach m.in. Hetmanice, Lgiń, Tylewice, Wygnańczyce, Łysiny oraz Nową Wieś. W 1534 Maciej Opaliński zapisał swej ż. Jadwidze c. Mikołaja z Lubrańca posag i wiano m.in. na 1/2 Nowej Wsi. W latach 1565–1583 wieś należała do kasztelana śremskiego i marszałka koronnego Andrzeja Opalińskiego syna Macieja.
Wieś odnotowują regesty podatkowe. W 1563 pobrano podatki we wsi od 9,5 łana oraz od karczmy dorocznej. W 1566 od 9,5 łana oraz od 3 zagrodników. W 1567 pobór płacony do Poznania od 9,5 łana, 3 zagrodników. W 1579 pobrano podatek od 10 łanów, 3 zagrodników z rolami, 2 rzemieślników, 6 komorników z bydłem, 10 komorników bez bydła oraz od owczarza wypasającego 70 owiec.
W latach 1975–1998 miejscowość należała administracyjnie do województwa leszczyńskiego.
25 czerwca 2009 roku sołectwo zamieszkiwało 237 osób.

## Zabytki
Do wojewódzkiego rejestru zabytków wpisany jest:
- koźlak (wiatrak), z 1764 roku.

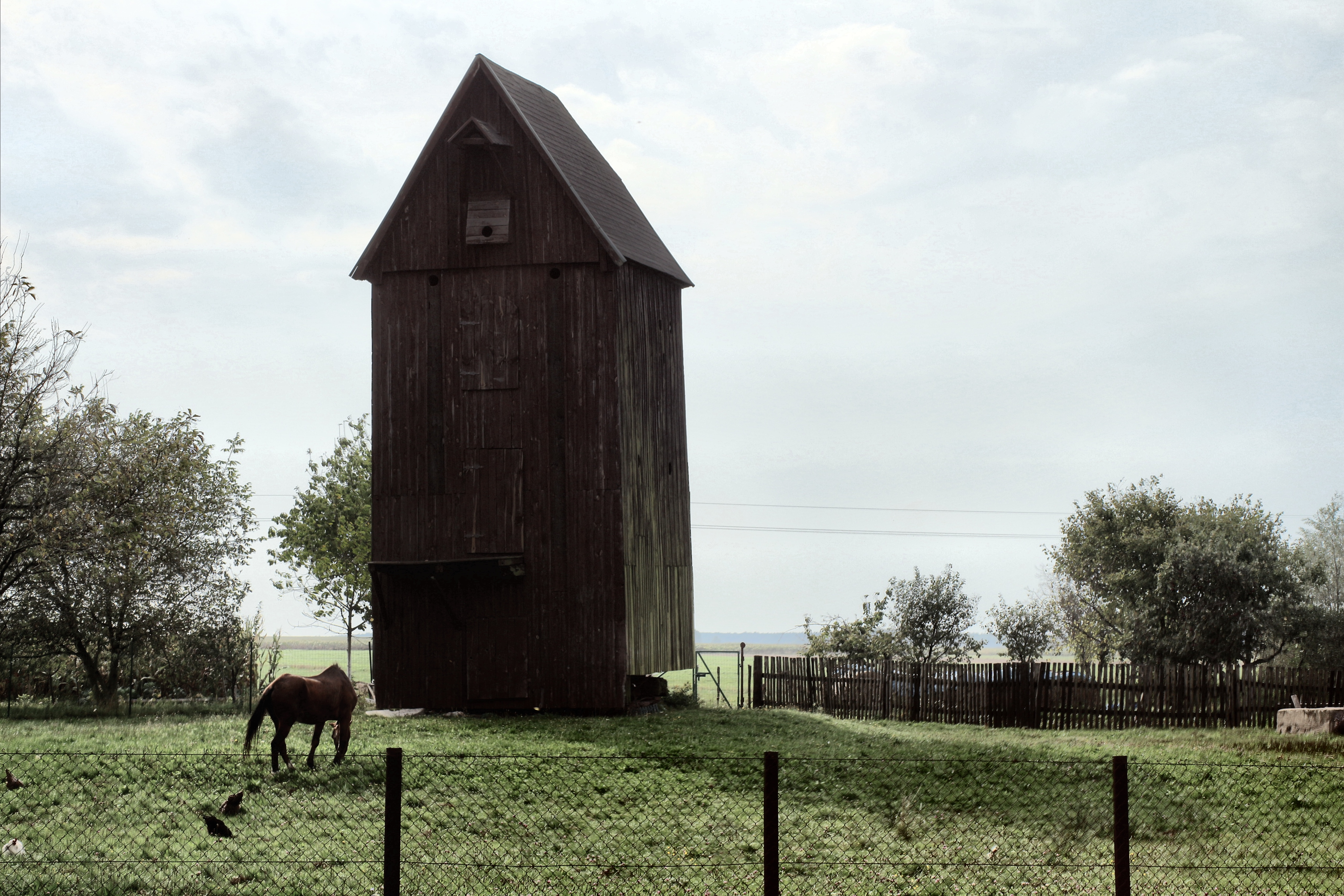
Zabytkowy wiatrak
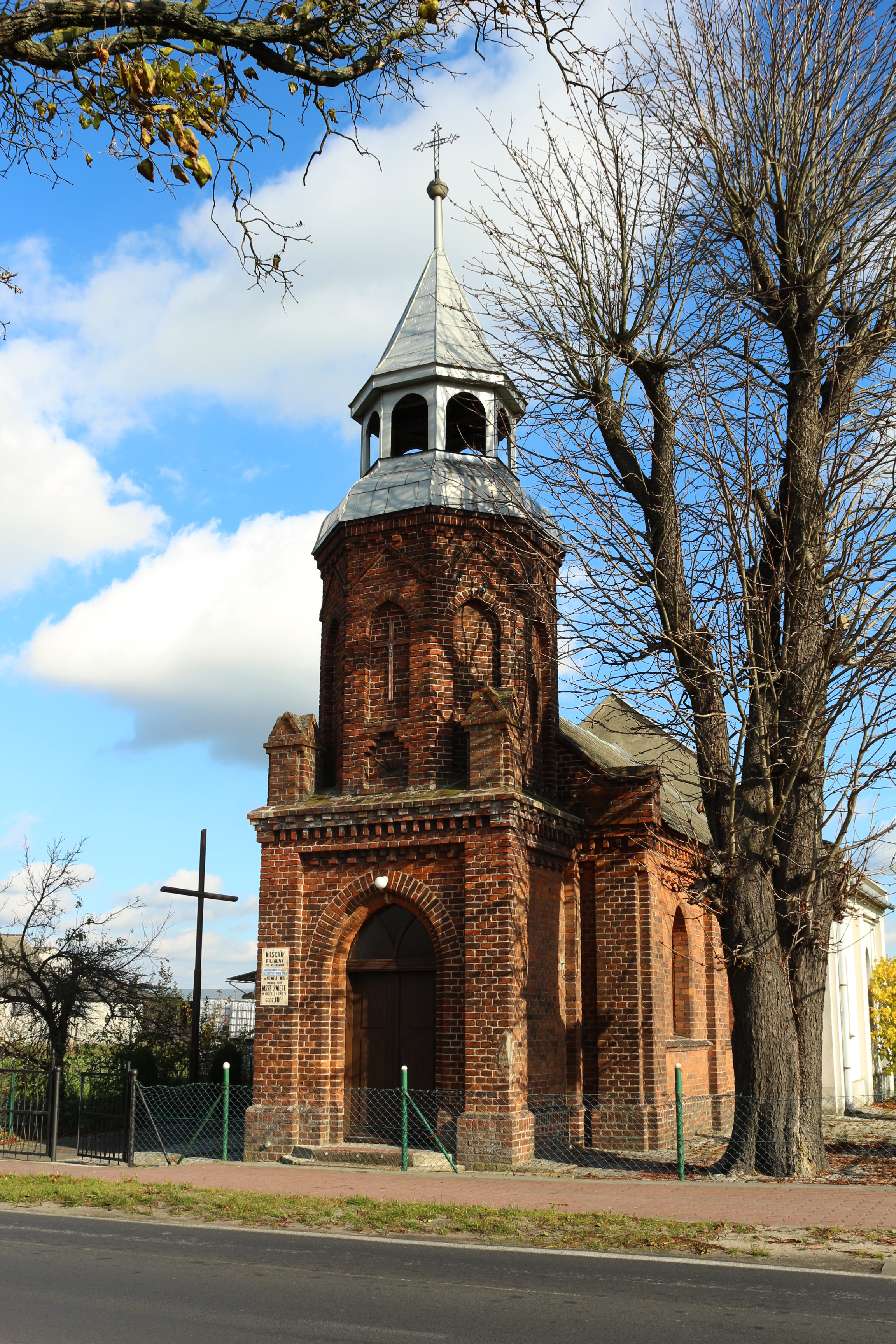
Kościół w Nowej Wsi